# 羅京安縣 (新罕布什爾州)
罗金厄姆縣（英語：Rockingham County）是美国新罕布什尔州東南部的一個郡，東北鄰缅因州，南鄰麻薩諸塞州，是全州唯一有海岸線的縣，面積2,056平方公里。根據2020年美國人口普查，共有人口31萬4,176人。縣治有布倫特伍德。該縣成立於1759年，縣名紀念第二代罗金汉侯爵查尔斯·沃森-文特沃斯。